# Taifa Jaén
De taifa Jaén was een emiraat (taifa) in de regio Andalusië in het zuiden van Spanje. De stad Jaén (Arabisch: Yayyan) was de hoofdplaats van de taifa.
De taifa ontstond uit de kurah Yayyan (district in het kalifaat Córdoba) en kende twee periodes, van 1145 tot 1159 en in 1168. De meest bekende emir was Abu Jafar Ahmed ibn Hud Sayf ad-Dawla van de Banu Hud. Hij was in 1144 in opstand gekomen tegen de Almoraviden. Hij veroverde verschillende taifas: in 1145 Granada en Córdoba en in 1146 Valencia. Hij stierf in 1146.

## Lijst van emirs
Banu Yuzai
- Ibn Yuzai: 1145

Banu Hud
- Abu Abu Jafar Ahmed ibn Hud Sayf ad-Dawla: 1145
- Aan Almoraviden uit Marokko: 1145–1148
- Aan Almohaden uit Marokko: 1148–1159
- Aan taifa Murcia: 1159–1168

Banu Hamusk
- Ibrahim ibn Ahmed ibn Mufarach ibn Hamusk: 1168
- Aan taifa Murcia: 1168–1232